# Średnica
Średnica (prononciation : [ɕrɛdˈnit͡sa]) est un  village polonais de la gmina de Czarnków dans le powiat de Czarnków-Trzcianka de la voïvodie de Grande-Pologne dans le centre-ouest de la Pologne.
Il se situe à environ 16 km à l'ouest de Czarnków (siège de la gmina et du powiat), et à 71 km au nord-ouest de Poznań (capitale de la Grande-Pologne).

## Histoire
De 1975 à 1998, le village faisait partie du territoire de la voïvodie de Piła.

Depuis 1999, Średnica est situé dans la voïvodie de Grande-Pologne.
Jusqu'au 30 décembre 1981, le village s'appelait Wielka Bieda.